# سالومون موتای
سالومون موتای (انگلیسی: Solomon Mutai؛ زادهٔ ۲۲ اکتبر ۱۹۹۲) یک دونده ماراتن است. از افتخارات وی میتوان به کسب مدال برنز در ۲۰۱۵ پکن اشاره کرد.